# Деметріс Кіріаку
Деметріс Кіріаку (грец. Δημήτρης Κυριάκου; нар. 14 жовтня 1986, Нікосія, Кіпр) — кіпріотський футболіст, опорний півзахисник. Виступав за молодіжну збірну Кіпру.

## Життєпис
Вихованець молодіжної академії АПОЕЛа. У сезоні 2005/06 років відправився в оренду до «Еносіса» (Лакатамія), але на початку сезону 2006/07 років повернувся до АПОЕЛа, у складі якого вперше в кар'єрі виграв чемпіонат Кіпру. У сезоні 2007/08 років знову виступав в оренді, цього разу в «Дігеніс Акрітас». У червні 2008 року повернувся до АПОЕЛа, з яким знову виграв чемпіонат країни. У січні 2010 року втретє в кар'єрі відправився в оренду, на півроку до нікосійського «Олімпіакоса». Проте напередодні початку сезону 2010/11 років повернувся до АПОЕЛа, з яким втретє в кар'єрі став переможцем чемпіонату Кіпру.
У липні 2011 року підписав 1-річний контракт з клубом Першого дивізіону «Анагеннісі Деринея», а по його завершенні 20 червня 2012 року уклав договір з АЕК (Ларнака). У новій команді закріпитись не зумів, тому здавався в оренду до клубу «Етнікос» (Ахна).
Він приєднався до клубу АСІЛ у 2014 році та покинув його у 2018 році.
Завершив ігрову кар'єру 2019 року у клубі «Еносіс» (Лакатамія).